# Aeronàutica

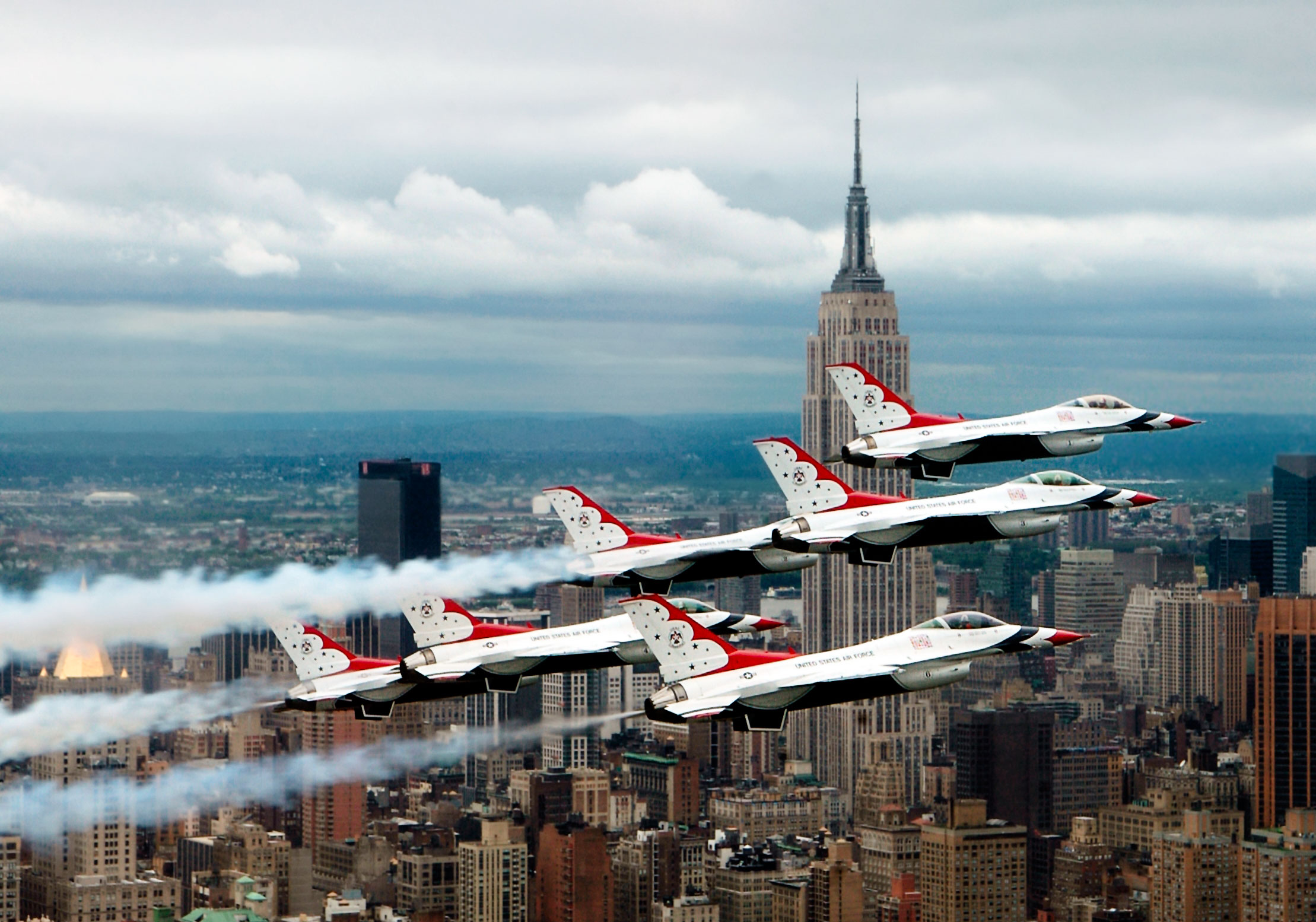
Vol de sis F-16 sobre la ciutat de Nova York.

L'aeronàutica és la ciència o disciplina relacionada amb l'estudi, disseny i manufactura dels aparells mecànics pesants capaços d'elevar-se en vol o les tècniques de control d'avions. Tot això també inclou una branca de l'aeronàutica anomenada aerodinàmica. Aquesta branca estudia el moviment de l'aire en relació als objectes en moviment, com els avions. Aquestes dues branques formen part de la ciència física.
No s'ha de confondre amb el terme aviació (referit al maneig dels avions), encara que en la pràctica sovint s'utilitza el terme per a referir-se a l'altre. Així, per exemple, és correcte parlar d'enginyer aeronàutic, ja que es tracta d'una carrera d'estudis, però en canvi s'ha de parlar de la història de l'aviació.

## Orígens de l'aeronàutica
Ja abans de l'inici de la investigació científica de l'aeronàutica, la gent va començar a idear formes de volar. En la llegenda grega, Ícar i el seu pare Dédal van construir ales amb plomes, que van unir amb cera, i van escapar-se de la presó. Tanmateix Ícar, meravellat, va volar massa a prop del sol, la cera es va fondre i en desintegrar-se les ales, va caure al mar. Quan la gent va començar a estudiar científicament com volar, es va començar a entendre que era bàsica l'aerodinàmica, tot i que en termes molt primitius. Entre els científics que van iniciar l'estudi de l'aeronàutica estava Leonardo Da Vinci. Da Vinci va estudiar el vol dels ocells per a desenvolupar esquemes de les primeres màquines voladores al segle xv. Els seus esquemes, com per exemple l'Ornitòpter, fallaren quan es va intentar posar en pràctica. Les màquines d'aleteig que havia dissenyat eren massa petites per elevar-se prou, en uns casos, i massa pesants per a ser accionades per humans. Malgrat que l'Ornitòpter segueix constituint un tema d'interès per a certs grups de científics aficionats, aquest instrument va ser substituït pel planador al segle xix.
Sir George Cayley va dissenyar models de planadors de 1804 en endavant; al primer planador tripulat, el "Coachman Carrier", se li atribueix haver-se elevat l'any 1853. Va volar durant 130 metres, aproximadament, a través d'una vall a Brompton-by-Sawdon, prop de Scarborough, ambdós al comtat de Yorkshire, a Anglaterra.

## Aeronàutica moderna
La investigació de l'aeronàutica moderna és principalment controlada per corporacions independents i universitats. Existeixen també, diverses agències de govern que estudien l'aeronàutica, entre els la NASA, als Estats Units i l'Agència Espacial Europea a Europa.

## Enginyeria aeronàutica
L'enginyeria aeronàutica és una àrea que investiga, dissenya, manufactura i manté en bon estat productes com els avions, míssils i satèl·lits espacials. Es relaciona amb temes científics de l'Aerodinàmica, Materials, Tecnologia, Estructures dels avions i Mecànica de fluids.